# Khatib (islam)
Pour les articles homonymes, voir Khatib.
Le khâtib (arabe : خاطب, ḫāṭib, « prédicateur ») est, en islam, le prédicateur qui prononce le khutba
(sermon lors de la prière du vendredi et lors des deux aïds).
Le khateeb est généralement l'imam, mais les deux rôles peuvent être endossés par des personnes différentes. Le khatib doit savoir comment diriger la prière et être compétent pour prononcer le discours (khutba), mais il n'y a aucune condition d'éligibilité pour devenir un khatib au-delà d'être un musulman adulte. Certains musulmans pensent que le khatib doit être masculin, mais les femmes dirigent les prières du vendredi à plusieurs endroits. Les femmes peuvent être des khatibahs. Edina Lekovic a donné la khutba inaugurale à la mosquée des femmes en 2015.